# 48 zákonů moci
48 zákonů moci (v originále The 48 Laws of Power) je kniha Roberta Greena z roku 1998; tematicky je velmi blízká Vladaři Niccolò Machiavelliho. Jednotlivé zákony moci jsou postupně demonstrovány pomocí reálných příběhů ze světové historie (Ludvík XIV., Talleyrand, Otto von Bismarck, Kateřina Veliká, Mao Ce-tung, Haile Selassie a řada jiných). Greene ponechává na čtenáři, aby si sám udělal úsudek, nakolik je používání těchto pravidel etické.

## Zákony
- Zákon 1 Neoslňujte svým talentem šéfa
- Zákon 2 Nevkládejte příliš důvěry v přátele, naučte se využívat nepřátel
- Zákon 3 Skrývejte své záměry
- Zákon 4 Vždy říkejte méně, než je nutné
- Zákon 5 Hodně záleží na reputaci - braňte ji svým životem
- Zákon 6 Udržujte na sobě pozornost, za každou cenu
- Zákon 7 Nechte ostatní pracovat pro Vás, ale vždy tak, abyste zásluhy získali Vy
- Zákon 8 Přesvědčete ostatní, aby přišli oni za Vámi - navnaďte je, pokud je to nutné
- Zákon 9 Vítězte svými činy, nikoliv spory
- Zákon 10 Vyhýbejte se nešťastným a neúspěšným
- Zákon 11 Naučte se udržovat lidi, aby byli na Vás závislí
- Zákon 12 Tvařte se jako poctiví a šlechetní, abyste svou oběť odzbrojili
- Zákon 13 Potřebujete-li cizí pomoc, apelujte na vlastní zaujetí pomáhajícího, nikdy ne na jeho milosrdenství nebo vděčnost
- Zákon 14 Tvařte se jako přítel, pracujte jako špión
- Zákon 15 Rozdrťte své nepřátele, a to definitivně
- Zákon 16 Používejte svou nepřítomnost jako nástroj k tomu, aby Vás ostatní více respektovali a ctili
- Zákon 17 Udržujte ostatní v napětí: pěstuj atmosféru nepředvídatelnosti
- Zákon 18 Pro svou ochranu si nestavte pevnosti - izolace je nebezpečná
- Zákon 19 Poznejte, s kým jednáte - neznepřátelte si špatnou osobu
- Zákon 20 Nikomu se nesvěřujte
- Zákon 21 Hrajte začátečníka, abyste začátečníky nachytali
- Zákon 22 Použijte taktiku ústupu: změňte pak slabost ve výhodu
- Zákon 23 Kumulujte své síly
- Zákon 24 Hrajte skvělého podřízeného
- Zákon 25 Re-Create Yourself
- Zákon 26 Mějte vždy "čisté ruce"
- Zákon 27 Hrajte na lidskou potřebu víry, abys vytvořil slepě oddané následovníky
- Zákon 28 Jděte do věcí statečně
- Zákon 29 Předpokládejte všechny možné scénáře
- Zákon 30 Zařiďte, aby byly vaše úspěchy snadno viditelné.
- Zákon 31 Nechte ostatní hrát s kartami, které rozdáte Vy
- Zákon 32 Hrajte si s představami a touhami ostatních lidí
- Zákon 33 Objevte, kde má každý svou Achillovu patu
- Zákon 34 Buďte skvělý svým vlastním stylem: královský čin bude také královsky odměněn
- Zákon 35 Záleží na správném načasování
- Zákon 36 Opovrhujte vším, co nemůžete mít: ignorování je nejlepší odplata
- Zákon 37 Hrajte působivé divadlo
- Zákon 38 Vnitřně přemýšlejte sami, navenek se chovejte podle ostatních
- Zákon 39 Rozviřte vody, abyste nalákali ryby
- Zákon 40 Opovrhujte vším, co je zdarma
- Zákon 41 Nechoďte v cizích stopách
- Zákon 42 Udeřte pastýře a ovečky se rozprchnou
- Zákon 43 Přizpůsobte srdce a mysl ostatním
- Zákon 44 Odzbrojte a rozhněvejte ostatní "zrcadlovým efektem"
- Zákon 45 Prosazujte změny, ale nikdy jich nedělejte příliš najednou
- Zákon 46 Nikdy nevypadejte až příliš perfektně
- Zákon 47 Nechoďte mimo cíl, který jste si určili; po vítězství se naučte včas zastavit
- Zákon 48 Nebuďte předvídatelní